# أحمد الشيخ (لاعب جودو)
أحمد الشيخ (بالإنجليزية: Ahmed Al-Shiekh)‏ (و. 1964  م) هو لاعب جودو يمني، شارك في الألعاب الأولمبية الصيفية 1992.

## روابط خارجية
- أحمد الشيخ على موقع JudoInside.com (الإنجليزية)
- أحمد الشيخ على موقع أوليمبيديا (الإنجليزية)